# 巴塞爾城市州
巴塞尔城市州（羅曼語：Basilea-Citad）是瑞士面积最小的州，同时也是人口密度最大的州。傳統上所稱的「半州」，它位於瑞士的西北部，由巴塞尔市、里恩镇（Riehen）和贝廷根镇（Bettingen）组成。

## 地理
巴塞尔城市半州是瑞士西北部的一个半州，它是瑞士面积最小的州，人口数在26个州中居第14位。巴塞尔城市半州包括巴塞尔市和莱茵河以北相邻的两个镇。
巴塞尔坐落在所谓的“莱茵河之膝”（Rheinknie）上，比尔西希河（Birsig）汇入莱茵河的河口，莱茵河的流向由向西变成向北，“莱茵河的膝盖”构成了上莱茵河平原的最南端。
巴塞尔乡村半州从巴塞尔州中分离出去后，巴塞尔城市半州仅由3个城镇组成：
- 巴塞尔市（人口168000）
- 里恩镇（Riehen，人口20800）
- 贝廷根镇（Bettingen，人口1200）

在巴塞尔城市半州，除了瑞士人（71.9%）以外，还居住有外国人约55000人，占该州总人口数的约30%，其中包括原南斯拉夫人（5.9%）、意大利人（5.3%）、土耳其人（4.4%）、德国人（3.4%）、西班牙人（2.1%）、葡萄牙人（0.8%）、法国人（0.5%）及来自其他国家的人（5.7%）。

## 历史

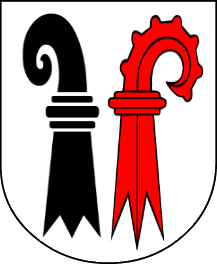
非官方的巴塞尔城市半州和巴塞尔乡村半州共同的徽章

巴塞尔城市半州如今的州界形成于1833年，巴塞尔乡村半州从当时的巴塞尔州中分离了出去，巴塞尔城市半州长久以来都不承认此次分裂，并将该州的重新统一写入了州宪法中，直到2006年修宪时才予以放弃。

## 政治
巴塞尔城市半州议会（又称“大议会”）由130名议员组成，任期为4年。巴塞尔城市半州作为一个“半州”，在瑞士聯邦議會的两院中均有代表，在代表各州和半州的联邦院（Ständerat）中拥有1个议席，在代表人民的国民院（Nationalrat）中有5名代表。
巴塞尔城市半州政府议会（又称“小议会”）由7名成员组成，经2004年选举由左党和绿党组成的多数党执政。
巴塞尔城市半州的最高司法机关是上诉法院，它同时也是州行政法院，上诉法院下设民事法院、刑事法院、青少年刑事法院和社会保险法院。
从前巴塞尔由左翼政党（尤其是瑞士社会民主党）控制，因此也被称为“红色巴塞尔”。在冷战时期巴塞尔由市民管理。在2003年的国民院选举中，左党在巴塞尔市获得多数选票，这在瑞士各州中是唯一的。2004年的州选举同样被左党所赢得。

## 经济
巴塞尔城市半州的支柱产业是医药工业、化学工业和贸易业，由于巴塞尔以南的莱茵河不再适合于大型船只通行，巴塞尔莱茵河港口成为了欧盟和瑞士贸易中的一个重要换乘港口。巴塞尔城市半州的金融业在瑞士的地位仅次于苏黎世，其经济集中在巴塞尔。

## 旅游
- 德国-法国-瑞士三国角（Dreiländereck Deutschland-Frankreich-Schweiz）
- 巴塞尔狂欢节（Basler Fasnacht）
- 巴塞尔大教堂（Basler Münster）

## 交通
巴塞尔是从法国和德国穿越瑞士的南北公路交通枢纽，A2通往伯尔尼，A3通往苏黎世。
巴塞尔的机场完全位于法国领土内，但同属于瑞士和法国。
巴塞尔城市半州共有3座国际火车站，分别是瑞士火车站、法国火车站和德国火车站，除此之外还有4座地区火车站。
通过莱茵河上的水运，巴塞尔同瑞士的其他地区以及邻国连接起来。巴塞尔莱茵河港口是瑞士经济的一个重要支柱。